# Gerbillus hoogstraali
Gerbillus hoogstraali (Піщанка Хуґстрала) — вид родини мишеві (Muridae).

## Поширення
Ендемік Марокко. Зустрічається в низинних піщаних дюнах і піщаних ділянках.